# Malungs IF
Malungs IF är en idrottsförening från orten Malung i Malung-Sälens kommun, Dalarnas län. Föreningen bildades 1920 och är idag verksam inom fotboll, handboll, ishockey och skidåkning.

## Malungs IF Hockey
Hockeysektionen grundades 1964 (innan dess hade den hetat IK Skinnarna). Sina största framgångar har föreningen haft under 1970- och 1980-talen då man spelade i Division I från säsong 1975/1976 till 1985/1986. Bästa resultatet var 1981 då man slutade 4:a i serien och deltog i kval uppåt.

## Säsonger
| Säsong    | Division          | Placering | Vårserie                  | Kval/Playoff                     |
| --------- | ----------------- | --------- | ------------------------- | -------------------------------- |
| 1975/1976 | Division I Västra | 10        |                           |                                  |
| 1976/1977 | Division I Västra | 6         |                           |                                  |
| 1977/1978 | Division I Västra | 5         |                           |                                  |
| 1978/1979 | Division I Västra | 7         |                           |                                  |
| 1979/1980 | Division I Västra | 5         |                           |                                  |
| 1980/1981 | Division I Västra | 4         |                           | Utslagna av Kiruna AIF i Playoff |
| 1981/1982 | Division I Västra | 6         |                           |                                  |
| 1982/1983 | Division I Västra | 8         | 5:a fortsättningsserien   |                                  |
| 1983/1984 | Division I Västra | 10        | 7:a i fortsättningsserien | 1:a i kvalserien till Division I |
| 1984/1985 | Division I Västra | 7         | 6:a i fortsättningsserien |                                  |
| 1985/1986 | Division I Västra | 10        | 8:a i fortsättningsserien | nerflyttade                      |

Efter att man åkt ur Division I spelade man i Division II och III tills man till säsongen 2018/19 kvalificerade sig för spel i Hockeyettan.
| Säsong    | Division           | Placering | Vårserie                  | Kval/Playoff                  |
| --------- | ------------------ | --------- | ------------------------- | ----------------------------- |
| 2018/2019 | Hockeyettan Södra  | 7         | 4:a i fortsättningsserien |                               |
| 2019/2020 | Hockeyettan Västra | 9         | 6:a i Vårettan            | kvalserien inställd           |
| 2020/2021 | Hockeyettan Västra | 11        | 6:a i Vårettan            | 3:a i kvalserien, nerflyttade |